# O. Henry's Full House
O. Henry's Full House is een Amerikaanse anthologiefilm uit 1952 gedistribueerd door 20th Century Fox. De film bestaat uit vijf korte verhalen van O. Henry die zich elk afspelen in New York en geregisseerd zijn door een andere regisseur. Elk segment wordt ingeleid door schrijver John Steinbeck. Destijds werd de film in Nederland uitgebracht onder de titel Caroussel.

## Inhoud

### The Cop and the Anthem
Soapy Throckmorton is een oude maar intelligente zwerver die weigert om de naderende strenge winter door te brengen op straat. Hij vertelt zijn vriend Horace Truesdale dat hij van plan is om gearresteerd te worden om de komende drie maanden door te brengen in een warme gevangeniscel. Hij begint hierna met zijn pogingen om gearresteerd te worden, maar heeft geen succes. Hij steelt een paraplu, eet een maaltijd in een restaurant zonder ervoor te betalen en gooit een schoen door een ruit, maar in alle gevallen tonen de slachtoffers genade voor de man.
Soapy besluit een vrouw, die vlak bij een politieagent staat, lastig te vallen in de hoop aangehouden te worden. De vrouw blijkt echter een straatprostituee te zijn. Als hij zich dit realiseert, laat hij haar met rust zodat ze niet opgemerkt zal worden door de agent. Hij geeft hierna de hoop op en gaat met Horace naar een kerk. Daar wordt hij herinnerd aan zijn gelukkige jeugd, waar hij nog kans had op een goede toekomst.
Vastberaden om te veranderen, keert Soapy terug de straat op. Hij wordt echter aangehouden voor rondhangen. Hij wordt meegebracht naar een rechter, die hem veroordeelt tot negentig dagen celstraf.

### The Clarion Call
Barney Woods heeft ooit een donker verleden geleid vol schulden, maar werkt tegenwoordig als eerlijke politieagent. Hij is bezig met het onderzoeken van de moord op een man genaamd Norcross. Het enige bewijsmiddel dat de dader heeft achtergelaten is de houder van een potlood. Zonder te zeggen dat hij weet van wie dit object is, vraagt hij of hij het mag lenen. Vervolgens brengt hij een bezoek aan de eigenaar ervan, Johnny Kerman.
Johnny is een crimineel met wie Barney ooit goed bevriend was. Hij weet niet dat Barney tegenwoordig werkt als agent en nodigt hem enthousiast uit naar zijn verblijfplaats. Als Barney onthult waarvoor hij is gekomen, vertelt Johnny dat Barney hem niet kan arresteren, omdat hij hem nog $1.000 schuldig is. Barney vertrekt onmiddellijk om $1.000 te verzamelen, zodat hij Johnny alsnog in de boeien kan slaan. Hij weet echter niet meer dan $300 bijeen te krijgen. Hij biedt Johnny dit aan, maar hij reageert dat hij alles of niets wil.
Barney geeft de moed op, totdat hij een krantenartikel leest. Hij haast zich naar de trein waar Johnny zich in bevindt en probeert hem aan te houden. Johnny dreigt hem neer te schieten, maar het lukt Barney om hem te arresteren. Als hij wordt afgevoerd merkt Johnny het krantenartikel op, waarin een beloning van $1.000 wordt uitgereikt aan de persoon die de moordenaar van Norcross aanhoudt.

### The Last Leaf
Dit segment richt zich op een aantal artistieke, maar armoedige inwoners van Greenwich Village. Nadat haar vriend, acteur Sheldon Sidney, hun relatie beëindigd, wordt Joanna Goodwin achtergelaten met een gebroken hart. Onderweg naar huis raakt ze verzeild in een ernstige sneeuwstorm. Uiteindelijk wordt ze gered door haar buurman Behrman, een Russische schilder. Niet veel later blijkt dat ze een longontsteking heeft.
Haar zus Susan neemt de zorg op zich, maar haar gezondheid gaat er desondanks op achteruit. Ook de pogingen van Behrman om te helpen door een schilderij te verkopen aan Boris Radolf en het geld te gebruiken voor medicijnen, helpen niet. Een dokter komt tot de conclusie dat Joanna haar levenslust heeft opgegeven en zich niet verzet tegen de ziekte. Op een avond geeft Jo aan Sue toe dat ze denkt dat de bladeren van de boom die ze kan zien vanaf haar bed, symbool staan voor haar leven. De boom begint langzaam zijn bladeren te verliezen en Jo denkt dat zij zal overlijden als er geen blad meer over is.
Sue geeft hierna de hoop op dat Jo zal herstellen en vindt troost bij Behrman. Tijdens een ernstige sneeuwstorm merken ze dat de boom al de bladeren verliest. Behrman probeert te helpen door een replica te schilderen van het uitzicht. Op zijn schilderij, dat ze voor het raam hangen, hangt er nog steeds een blad aan de boom. Jo weet niet dat het een schilderij is en krijgt weer hoop als ze het blad ziet hangen aan de boom. Ze verzekert haar zus ervan dat ze spoedig zal herstellen. De volgende dag blijkt dat Behrman is overlijden tijdens de sneeuwstorm.

### The Ransom of Red Chief
Aan het begin van de twintigste eeuw bevinden twee dieven, Slick en Bill, zich op het platteland van Alabama. Ondanks protest van Bill besluit Slick om een kind te ontvoeren om vervolgens losgeld te eisen. Dit kind, J.B. Dorset, blijkt al snel te opstandig om onder bedwang te houden. Terwijl ze op het losgeld wachten, brengen ze een lange dag door met de jongen, die de mannen constant lastigvalt met zijn kwajongensstreken.
Zo steelt hij hun horloges, eist hij 'Red Chief' genoemd te worden en intimideert hij ze met een zakmes. Tot overmaat van ramp worden de mannen aangevallen door een wilde beer, maar is het J.B. die ze redt. De volgende dag zijn ze blij als ze de jongen terug naar zijn huis kunnen brengen, waar ze $250 ontvangen van zijn vader.

### The Gift of the Magi
Het is bijna 25 december 1895. Della en Jim Young zijn een armoedig, maar gelukkig getrouwd stel die dromen van een leven vol rijkdom. Terwijl de zwangere Della haar man brengt naar zijn werk, droomt ze van de spullen die ze ziet in de etalage van een dure winkel. Ze merkt een horloge op, die perfect zou zijn voor haar man. Jim ziet ondertussen een zilveren kam, die Della goed zou kunnen gebruiken voor haar lange lokken. Ze is vastberaden om haar man dit dure cadeau te kopen en besluit om haar haren te verkopen aan een kapper.
Ze gaat vervolgens naar de winkel, waar blijkt dat ze nog steeds niet genoeg geld heeft. De eigenaar heeft echter veel medelijden voor de jongedame en besluit haar korting te geven. Thuis aangekomen barst ze in tranen uit als ze haar bijna kale hoofd ziet in de spiegel. Ze wordt verrast door de komst van Jim, die haar de kam geeft. Hoewel ze deze niet meer kan gebruiken, is ze dolblij met het cadeau. Jim verzekert haar dat hij niet minder van haar houdt door haar kapsel.

## Rolbezetting
| Acteur           | Personage               | Opmerkingen                       |
| ---------------- | ----------------------- | --------------------------------- |
| Charles Laughton | Soapy Throckmorton      | Segment 'The Cop and the Anthem'  |
| David Wayne      | Horace Truesdale        | Segment 'The Cop and the Anthem'  |
| Marilyn Monroe   | Straatprostituee        | Segment 'The Cop and the Anthem'  |
| Dale Robertson   | Barney Woods            | Segment 'The Clarion Call'        |
| Richard Widmark  | Johnny Kerman           | Segment 'The Clarion Call'        |
| Richard Rober    | Hoofd van de politie    | Segment 'The Clarion Call'        |
| Anne Baxter      | Joanna 'Jo' Goodwin     | Segment 'The Last Leaf'           |
| Jean Peters      | Susan 'Sue' Goodwin     | Segment 'The Last Leaf'           |
| Gregory Ratoff   | Behrman                 | Segment 'The Last Leaf'           |
| Fred Allen       | Sam 'Slick' Brown       | Segment 'The Ransom of Red Chief' |
| Oscar Levant     | Bill Peoria             | Segment 'The Ransom of Red Chief' |
| Lee Aaker        | J.B. Dorset (Red Chief) | Segment 'The Ransom of Red Chief' |
| Kathleen Freeman | Moeder van J.B.         | Segment 'The Ransom of Red Chief' |
| Jeanne Crain     | Della Young             | Segment 'The Gift of the Magi'    |
| Farley Granger   | Jim Young               | Segment 'The Gift of the Magi'    |
| Fritz Feld       | Kapper Maurice          | Segment 'The Gift of the Magi'    |